# Hérouxville
Hérouxville är en kommun av typen socken (municipalité de paroisse) i provinsen Québec i Kanada. Den ligger i regionen Mauricie, i den sydöstra delen av landet, 270 km nordost om huvudstaden Ottawa. Antalet invånare var 1 367 vid folkräkningen 2021. Landarean är 55 kvadratkilometer.